# Alouatta juara
Alouatta juara е вид бозайник от семейство Паякообразни маймуни (Atelidae).

## Разпространение
Видът е разпространен в Перу и Бразилия.